# 悲しき恋人たち
「悲しき恋人たち」（かなしきこいびとたち）は、1987年6月3日にリリースされた、アイドル歌手時代の長山洋子の10枚目のシングルであり、アイドル時代の代表曲である。

## 解説
- 本作もオリコンチャートトップ10入り（10位）を果たした。(前作、前々作はカバー曲の為、オリジナル楽曲のトップ10入りは初めてのこと。)[2]

- 楽曲について、長山本人はこのようにコメントしている。

「ディスコものが2曲続いた後、バンドっぽいものにトライしたくなって出来たのがこの曲。詩もメロディも女っぽく落ち着いてるんだけど、サウンドだけはギンギン。メロディアスでわかり易い分だけ、ポップな感じで歌うのが大変でした。詩の世界に溺れないように、湿っぽくならないように気をつけて歌いました。サビ前の“思うわ”のところや、“二人だけ知っている”のところなんか結構自分でも気に入ってる。」―― ベスト・アルバム『New Yoko Times』(ニューヨーコ・タイムス) のライナーノートより。

## 収録曲
1. 悲しき恋人たち
  - 作詞・作曲：遠藤京子 / 編曲：武部聡志
2. 心象風景 (ココロノスケッチ)
  - 作詞：川村真澄 / 作曲：鈴木キサブロー / 編曲：中村哲